# Böse Halser

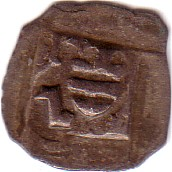
Böser Halser (Pfennig)

Böse Halser ist eine in den zeitgenössischen Urkunden verwendete Bezeichnung für die während der Periode der Schinderlinge (1457–1460) geprägten spätmittelalterlichen Pfennige und Hälblinge des Landgrafen von Leuchtenberg aus der Münzstätte Hals bei Passau.

## Münzgeschichte
Die Pfennige der Schinderlingszeit wurden hauptsächlich in Süddeutschland, vor allem in Österreich und Bayern, fast ohne Silber geprägt. Die Periode der Schinderlinge ist eine Inflationszeit, die unter dem Druck von Erbstreitigkeiten und Geldknappheit in den Erblanden Kaiser Friedrichs III. 1457 begann. Von Zeitgenossen wurde die Zeitspanne mit Pest und Krieg auf eine Stufe gestellt.

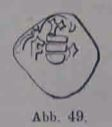
Einer der letzten Bösen Halser von 1459 oder 1460 von Friedrich von Leuchtenberg

Die als Böse Halser bezeichneten Schinderlinge wurden unter dem Leuchtenberger Landgrafen Johann III. († 1458) als Inhaber der Grafschaft Hals geschlagen. Das Münzbild war den Geprägen der Herzöge von Österreich und Bayern ähnlich. Die Ähnlichkeit mit den österreichischen Pfennigen war besonders groß, weil die Übereinstimmung des Wappenbildes, des Bindenschilds, zur Täuschung über die Herkunft führte. Die Pfennige aus Hals konnten so unerkannt unter die österreichischen eingemischt werden. Die Halser Pfennige waren zu unbedeutend, um als solche erkannt in Österreich oder Bayern angenommen zu werden. Sie waren ebenso schlecht wie die österreichischen sogenannten Schwarzpfennige, die für lange Zeit das Vertrauen in die österreichische Silberwährung untergruben. Die ohne Zweifel beabsichtigte hohe Verwechselungsgefahr verbunden mit zunehmender Münzverschlechterung führte um die Mitte des 15. Jahrhunderts zum Verbot der landgräflichen Pfennige in Österreich und Bayern.
Die letzten Bösen Halser wurden nach dem Tod des Landgrafen Johann III. von seinem Nachfolger Friedrich V. 1459 oder 1460 geprägt.
Ab 1460 wurde mit fünflötigen Pfennigen, die das Kreuzschild der Stadt Wien zeigten, die Währung stabilisiert. Die Schinderlinge, also auch die Halser Pfennige, wurden im Verhältnis 6 : 1 umgetauscht. Das galt jedoch nur für solche Pfennige, die nicht nur aus Kupfer oder Kupfer-Zinn-Legierung bestanden.

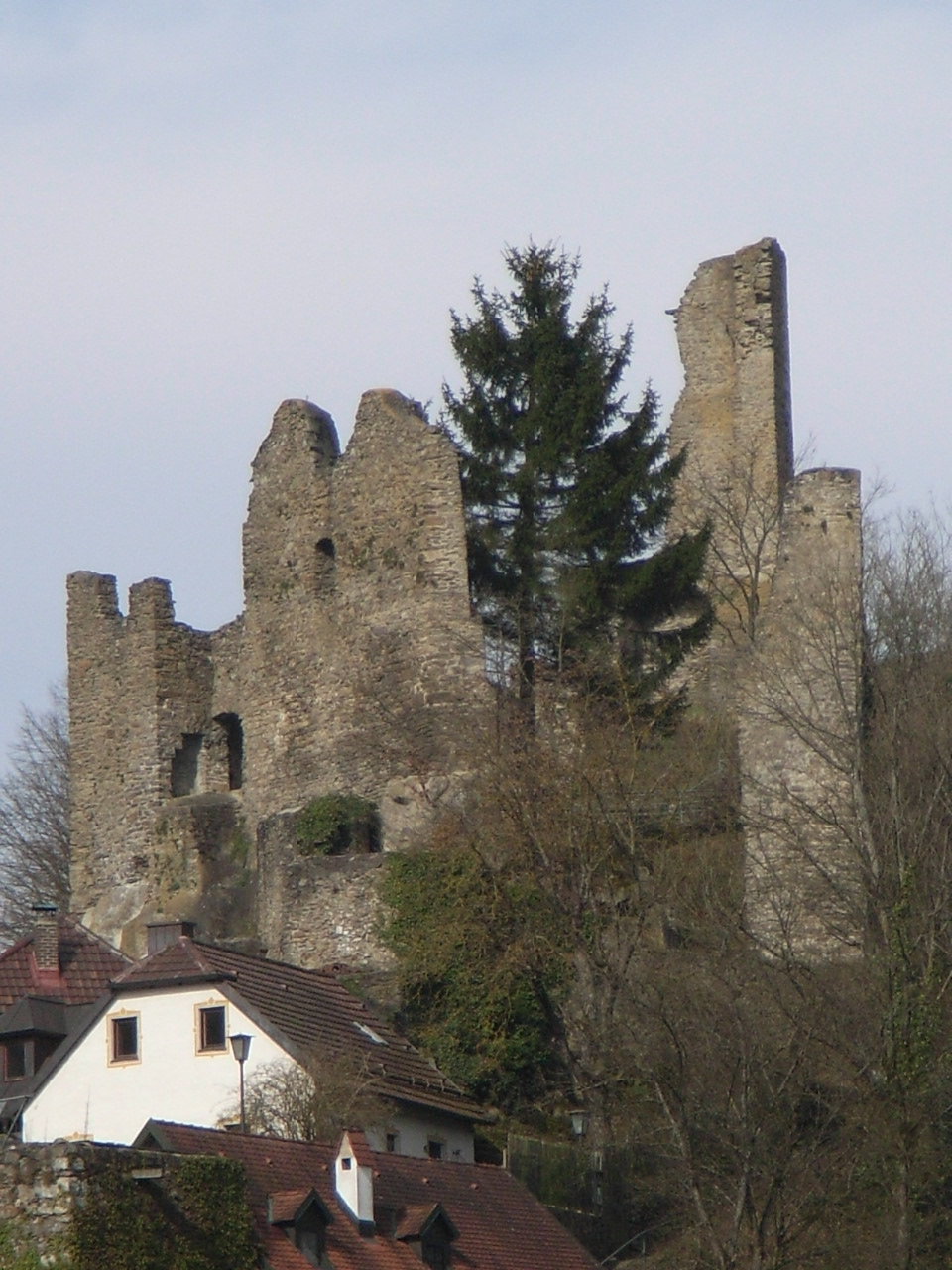
Ruine der Burg Hals. Hier wurden die Bösen Halser geprägt.

Zum Umtausch schrieb 1529 Johannes Aventinus,

„daß man sechs Schinderling für einen alten Pfennig nemmen solt / da verlor der arme Mann aber […] allweg an sechs Pfennig fünff Pfennig / so ihm für voll waren worden.“

Sechs Schinderlinge, die nicht nur aus einer Kupfer-Zinn-Legierung bestehen, sollten für einen Pfennig im Feingehalt, wie vor der Schinderlingszeit, also für einen alten Pfennig, umgetauscht werden. Allerdings prägte man wahrscheinlich überwiegend neue fünflötige Pfennige für den Umtausch.
Die alten Pfennige vor der Schinderlingszeit waren offenbar noch reichlich vorhanden:

„Die alt Müntz ward auffkaufft / von den Reichen hinhinder gelegt und behalten / so hett der Arme gemeine Mann kein ander Müntz denn die Schinderling / die jedermann gern außgab / niemand behalten wolt […]  [annehmen müssen].“

Die Hälblinge (Gewicht 0,10 bis 0,23 Gramm) wurden wahrscheinlich schon vorher nicht mehr geprägt.
Die Halser Münzstätte, in der die sogenannten Bösen Halser geprägt wurden, befand sich in der Burg Hals, die noch als Burgruine Hals im Passauer Stadtteil Hals auf einem Felsrücken zu sehen ist.

## Münzbeschreibung
Die abgebildeten Bösen Halser der Schinderlingszeit (1457–1460) sind einseitig geprägte Pfennige der Landgrafen von Leuchtenberg aus der Münzstätte Hals.
Der Silberanteil der Legierung beträgt etwa 2⁄1000 bis 7⁄1000. Das Münzmetall besteht je zur Hälfte aus Kupfer und aus Zinn. Helmut Friedl schreibt zum „Feingehalt“: „Die Spuren von Silber sind mit dem Kupfer in die Legierung geraten.“
Das Gewicht der oben abgebildeten Münze beträgt 0,4 Gramm, der Durchmesser etwa 15 Millimeter und die Dicke 0,3 Millimeter. Der Halser Pfennig zeigt den Bindenschild der Landgrafen von Leuchtenberg, der von Buchstaben umgeben ist. Bei einigen Stücken wurden sie u. a. auch  als „h – a – l – s“ gedeutet. Bei vielen Pfennigen befinden sich Bindenschild und Buchstaben im Dreipass. Durch die massenhafte Prägung variieren die Stempel in der Ausführung der Buchstaben und des Bindenschilds. Dennoch sind sie heute meist selten anzutreffen, da sie wegen ihres Wertverfalls kaum in Münzfunden vorkommen und kaum zur Schatzbildung verwendet wurden.